# Henri Rabaud
Henri (Benjamin) Rabaud, (Parijs, 10 november 1873 – Neuilly-sur-Seine, 11 september 1949) was een Frans componist, muziekpedagoog en dirigent.

## Levensloop
Rabaud kwam voort uit een muzikale familie, zijn grootvader was Louis Dorus, een bekend fluitist, zijn oudtante Julie Dorus-Gras een bekend sopraan en zijn vader Hippolyte Rabaud (1839-1900), was een gerespecteerd cellist en muziekleraar. Rabaud begon zijn muziekstudie bij zijn vader en ging vervolgens naar het Parijse Conservatorium waar Jules Massenet zijn compositieleraar en André Gedalge leraar voor fuga en contrapunt was. In 1894 won hij de felbegeerde Prix de Rome met zijn cantate Daphne en in 1900 had hij groot succes met zijn oratorium Job. Na Rome, Wenen en andere Europese hoofdsteden bezocht te hebben, keerde hij terug naar Frankrijk, waar hij hoogleraar harmonieleer werd aan het Parijse Conservatorium. In die tijd was hij de vaste dirigent van zowel de Opéra-Comique als de Opéra de Paris. In 1918 en 1919 dirigeerde Rabaud het Boston Symphony Orchestra.
In 1920 volgde hij Gabriel Fauré op als directeur van het Conservatoire national supérieur de musique, deze post bekleedde hij tot 1941.
In essentie was Rabaud aartsconservatief en had als stelregel "modernisme is de vijand". Ook had hij weinig op met onder andere de muziek van Wagner, hetgeen duidelijk veranderde nadat hij een keer de Bayreuther Festspiele bezocht. Zijn tweede theaterwerk Mârouf, savetier de Caire combineert drama à la Wagner met oosters exotisme.

## Composities

### Werken voor orkest

#### Symfonieën
- 1893 Symfonie nr. 1 in d klein, voor orkest, op. 1
- 1899-1900 Symfonie nr. 2 in e klein, voor orkest, op. 5

#### Concerten voor instrumenten en orkest
- 1945 Prélude et Toccata in C groot, voor piano en orkest

#### Andere werken voor orkest
- 1894-1895 L'été, naar een gedicht van Victor Hugo, voor sopraan, gemengd koor en orkest
- 1896-1898 La procession nocturne, symfonisch gedicht naar een verhaal van Nikolaus Lenau voor orkest, op. 6
- 1899 Épisode du Faust de Lenau, symfonisch gedicht voor orkest
- 1899 2 divertissements sur des chansons russes, voor orkest
- 1899 Eglogue, voor orkest
- 1930 Lamento, voor orkest
- 1944 Prologue, Epilogue, voor orkest

### Werken voor harmonieorkest
- 1901 Solo de concours, voor klarinet solo en harmonieorkest (identiek met het gelijknamige werk voor klarinet en piano)

### Missen, oratoria, cantates en gewijde muziek
- 1894 Daphne, cantate
- 1900 Job, oratorium voor solisten en orkest, op. 9 - tekst: C. Raffalli en H. de Gorsse
- 1901 Psaume IV, voor solisten, gemengd koor en orkest, op. 4
- 1905 Deuxième poème lyrique sur le livre de "Job", voor bariton en orkest, op. 11 - tekst: naar de Hebreeuwse Bijbel vertaald door Ernest Renan
- 1938 Ave verum, voor vier stemmen en orgel

### Muziektheater

#### Opera's
| Voltooid in | titel                          | aktes       | première                               | libretto                                                                                |
| ----------- | ------------------------------ | ----------- | -------------------------------------- | --------------------------------------------------------------------------------------- |
| 1904        | La Fille de Roland             | 4 bedrijven | 16 maart 1904, Parijs, Opéra-Comique   | Paul Ferrier naar Henri de Bornier                                                      |
| 1914        | Mârouf, savetier du Caire      | 5 bedrijven | 15 mei 1914, Parijs, Opéra-Comique     | Lucien Népoty naar Joseph Charles Mardrusà « Mille et une nuits (Duizend-en-één-nacht)» |
| 1924        | L'Appel de la mer              | 1 akte      | 10 april 1924, Parijs, Opéra-Comique   | van de componist naar John Millington Synge "Riders to the Sea"                         |
| 1934        | Rolande et le mauvais garçon   | 5 bedrijven | 25 mei 1934, Parijs, Opéra Garnier     | Lucien Népoty                                                                           |
| 1947        | Martine                        | 5 taferelen | 26 april 1947, Straatsburg             | Jean-Jacques Bernard                                                                    |
| 1948        | Le jeu de l'amour et du hasard | 3 aktes     | 19 november 1954, Monte Carlo (Monaco) | Marivaux                                                                                |

#### Toneelmuziek
- 1898 Le premier glaive - tekst: Lucien Népoty
- 1917 Trois Suites anglaises du XVIe siècle, toneelmuziek tot "Antoine et Cléopâtre" en "Marchand de Venise", voor orkest - tekst: Lucien Népoty naar William Shakespeare

### Werken voor koren
- 1909 Deux chansons, voor vrouwenkoor - tekst: A. Spire

### Vocale muziek
- 1897 6 mélodies, voor zangstem en orkest - tekst: A. de Lamartine, T. Gautier, G. Vicaire en A. Silvestre
- 1909 3 mélodies, voor zangstem en orkest - tekst: F. Gregh, A. Rivoire en H. Bataill

### Kamermuziek
- 1890 Romances sans paroles, voor cello en piano
- 1898 Strijkkwartet in c klein, op. 3
- 1899 Andante, Scherzetto, voor dwarsfluit en viool
- 1949 Trio, voor hobo, klarinet en fagot
- Fantaisie sur "Mârouf, savetier du Caire, voor trombone en piano

### Filmmuziek
- 1924 Les Miracles et les Loups
- 1924-1925 Du Joueur d'échecs